# زعفران (سرده)
زعفران یا زرپران (نام علمی: Crocus) نام یک سرده از تیره زنبقیان است. گیاهان کوچکی هستند که گل‌های آن‌ها در اوایل بهار یا اوایل پاییز ظاهر می‌گردند. دارای غده‌های کم و بیش کروی که با اقسام مختلف پوشینه مستور هستند. برگ‌های باریک آن‌ها دو زائدهٔ ناوی در سطح زیرین و معمولاً یک خط سفید مرکزی در سطح فوقانی دارد. گلپوش شامل یک لولهٔ بلند و یک لبه زنگوله‌ای شش زبانه است که در زیر نور شدید آفتاب کاملاً باز شده و کم و بیش ستاره‌ای شکل می‌گردد. رنگ گل‌ها در این جنس متغیر و به رنگ‌های سفید، زرد، یاسمنی، بنفش، یا ارغوانی مایل به یاسمنی دیده شده که اغلب دارای رگه‌های تیره‌تری در سطح خارجی هستند. خامه اغلب به چندین شاخه تقسیم گردیده و میوه کپسول آن در سطح خاک و بر روی یک پایهٔ کوتاه و باریک قرار گرفته‌است و در گونه‌هایی هم که در پائیز گل می‌دهند در بهار ظاهر می‌گردد.

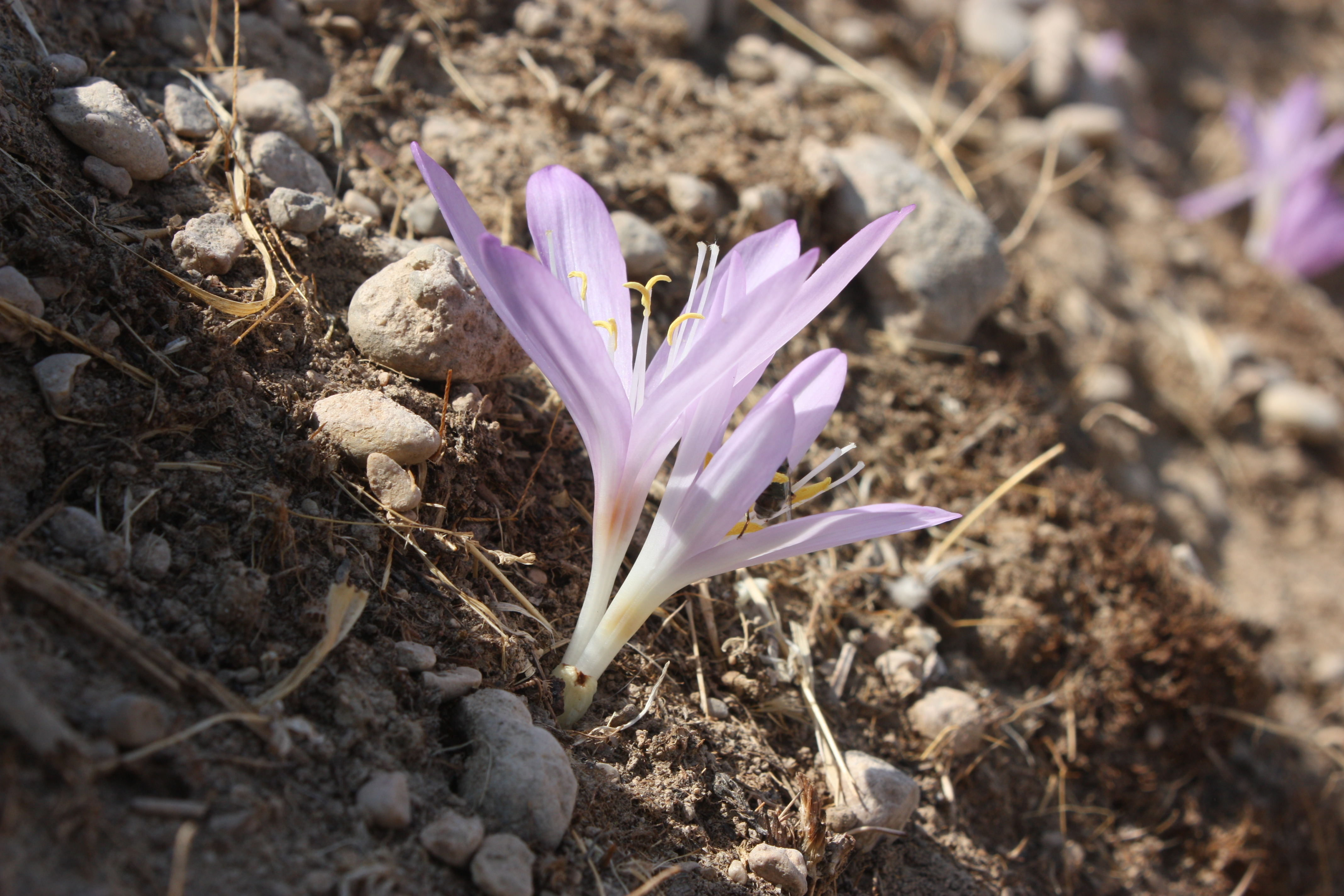
زعفران مرغزار خودرو در بهبهان

این جنس در حدود ۸۰ گونه دارد که در اروپا و نواحی مدیترانه تا آسیای مرکزی و پاکستان غربی پراکنده‌است ولی مرکز آن در یونان و ترکیه است و در ایران نیز ۸ گونهٔ آن دیده می‌شود.

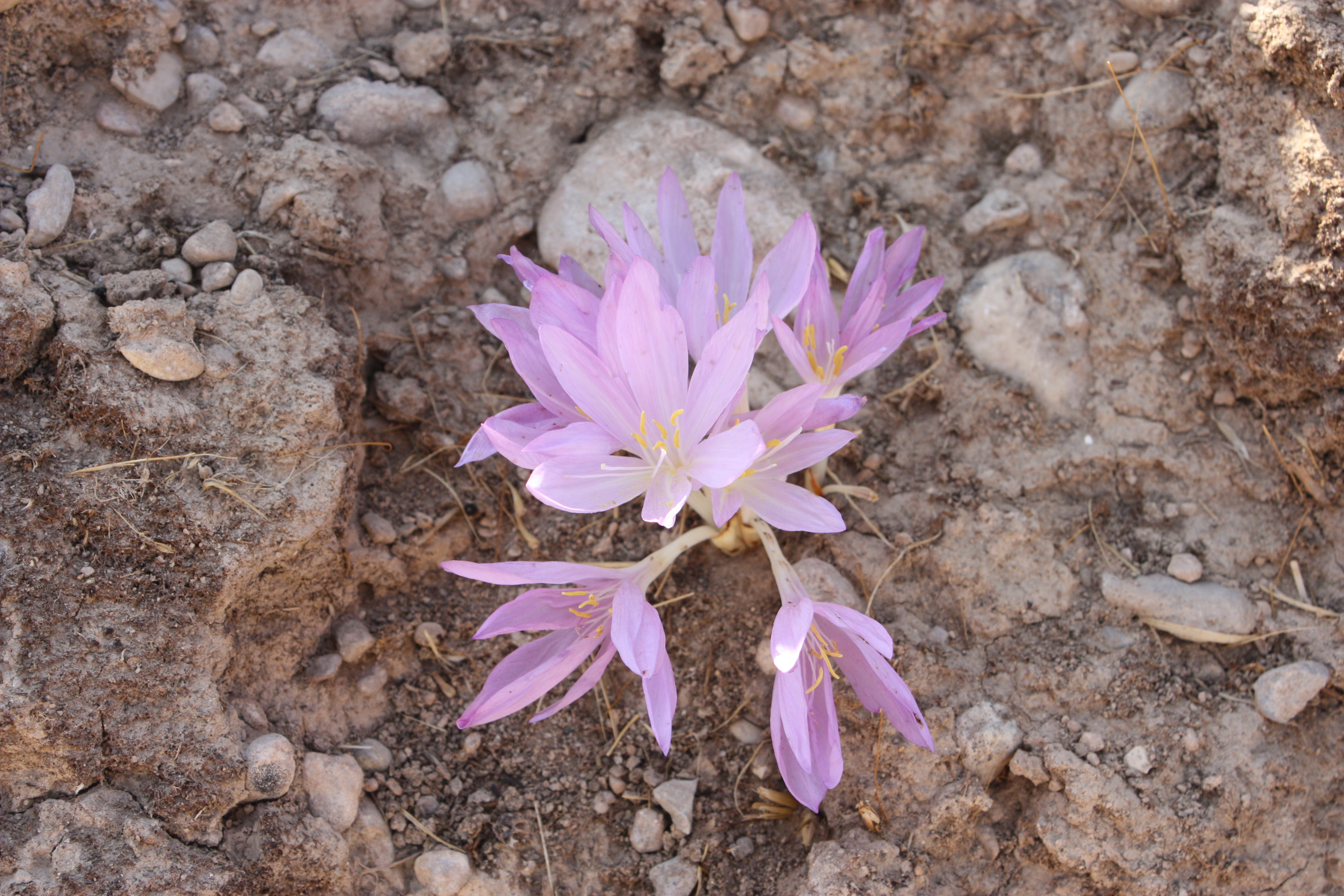
زعفران مرغزار خودرو در بهبهان

تعداد زیادی از گونه‌ها اشکال انتخابی و دو رگه‌های آن‌ها به عنوان گیاهان متداول باغی محسوب گردیده و زعفران هم از کلاله‌های خشک شدهٔ نارنجی پررنگ گونهٔ زعفران خوراکی به دست می‌آید که در خراسان کشت گردیده و احتمالاً دارای گسترش کمتری در سایر نقاط ایران است. وجه تمایز زعفران‌ها از گونه‌های نسبتاً مشابه گل حسرت سفید یا بنفش و گونهٔ زرد رنگ جام زرین وجود ۳ پرچم به‌جای ۶ پرچم دو جنس اخیر است.

## نگارخانه

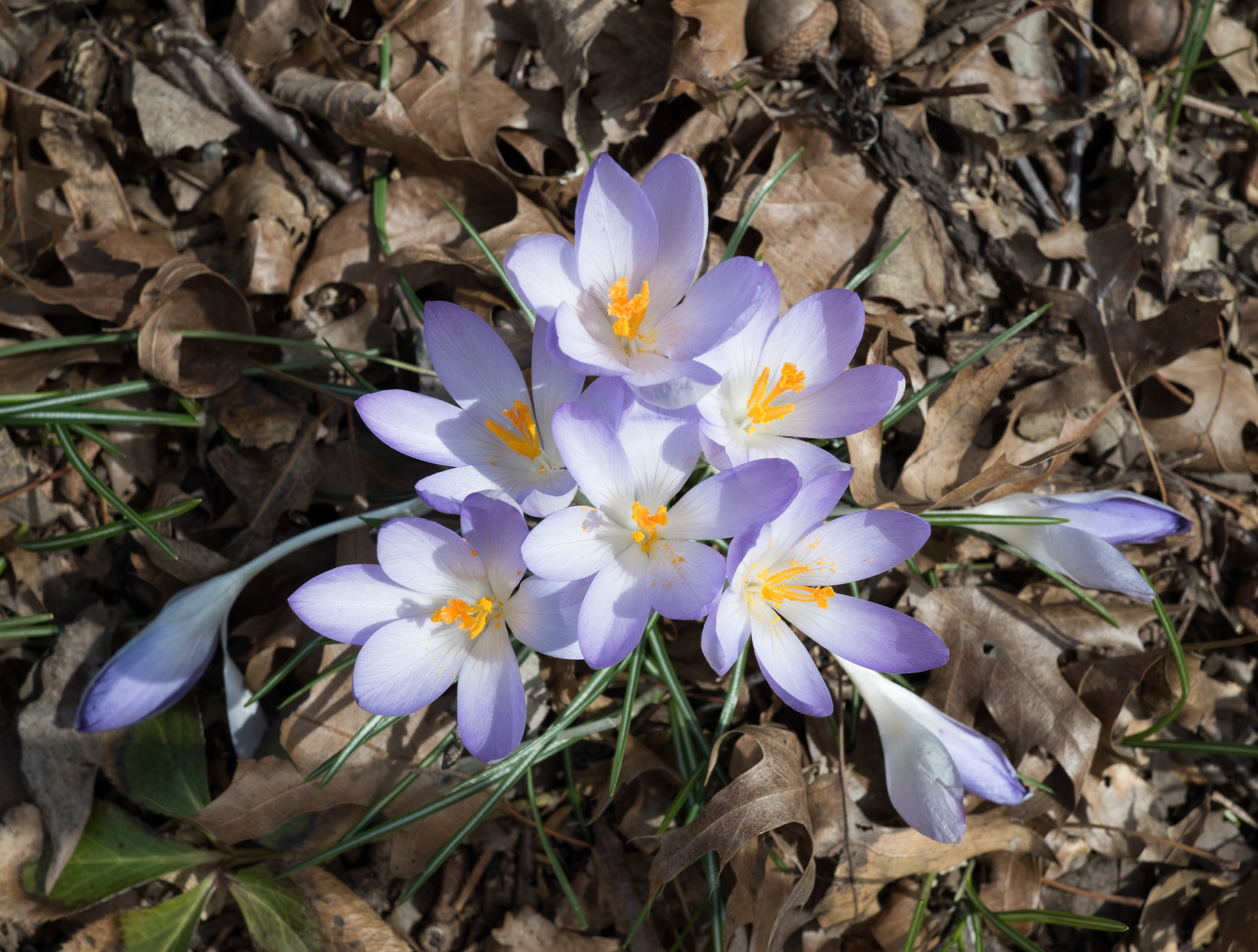
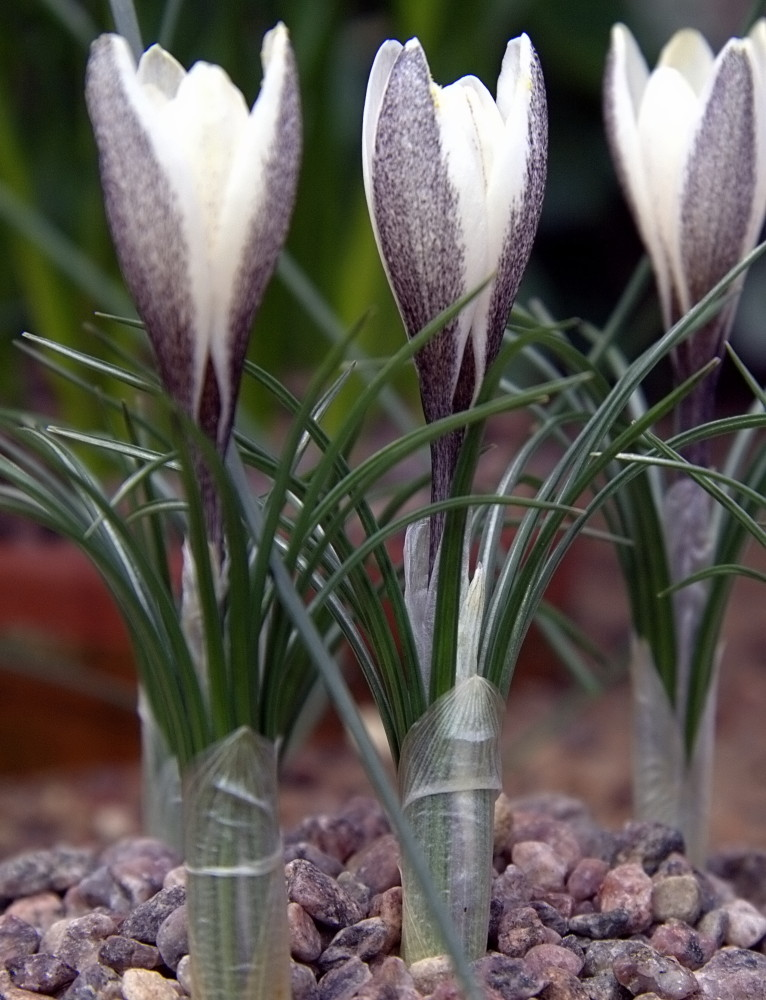
Crocus alatavicus
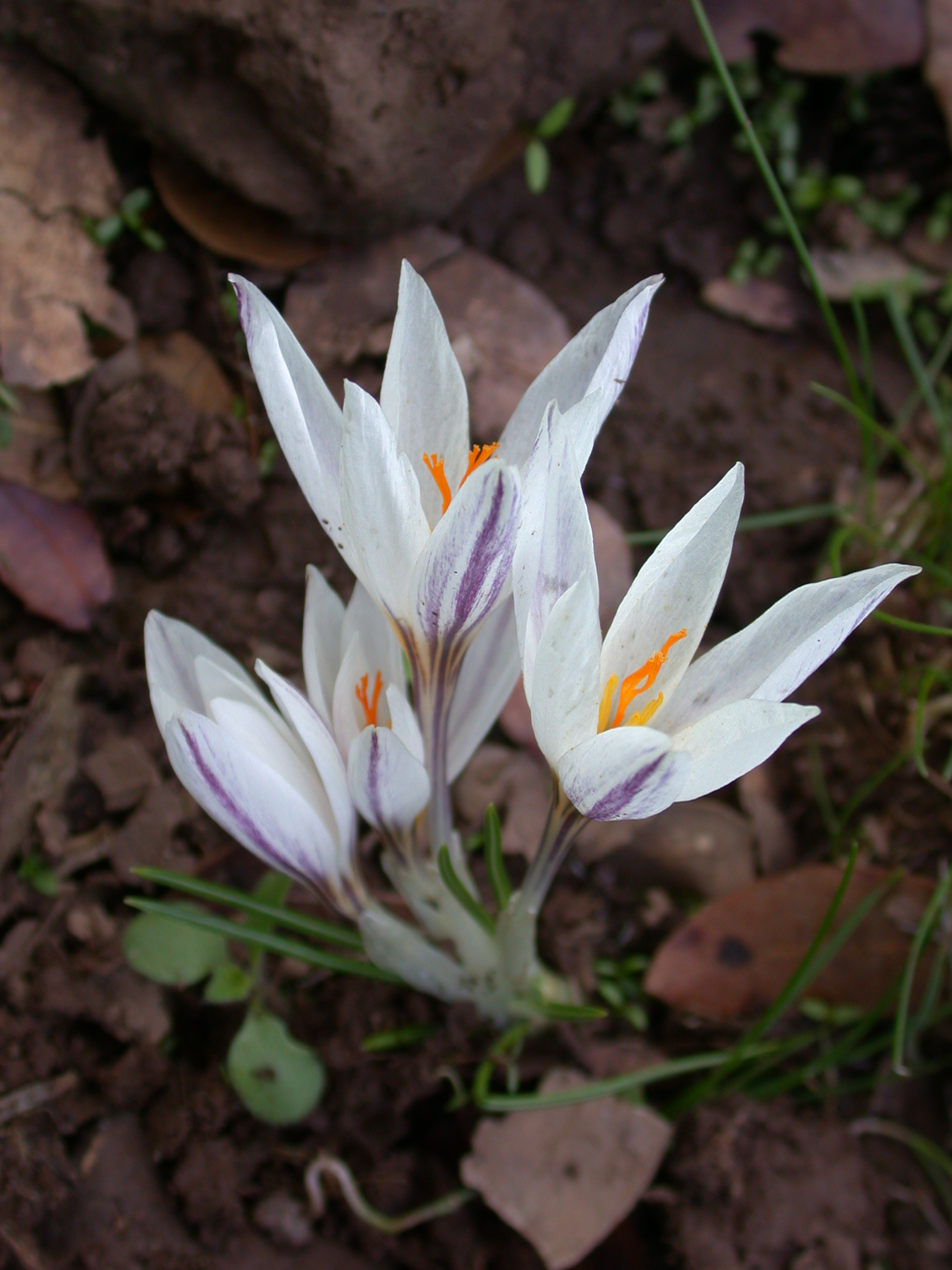
Crocus aleppicus
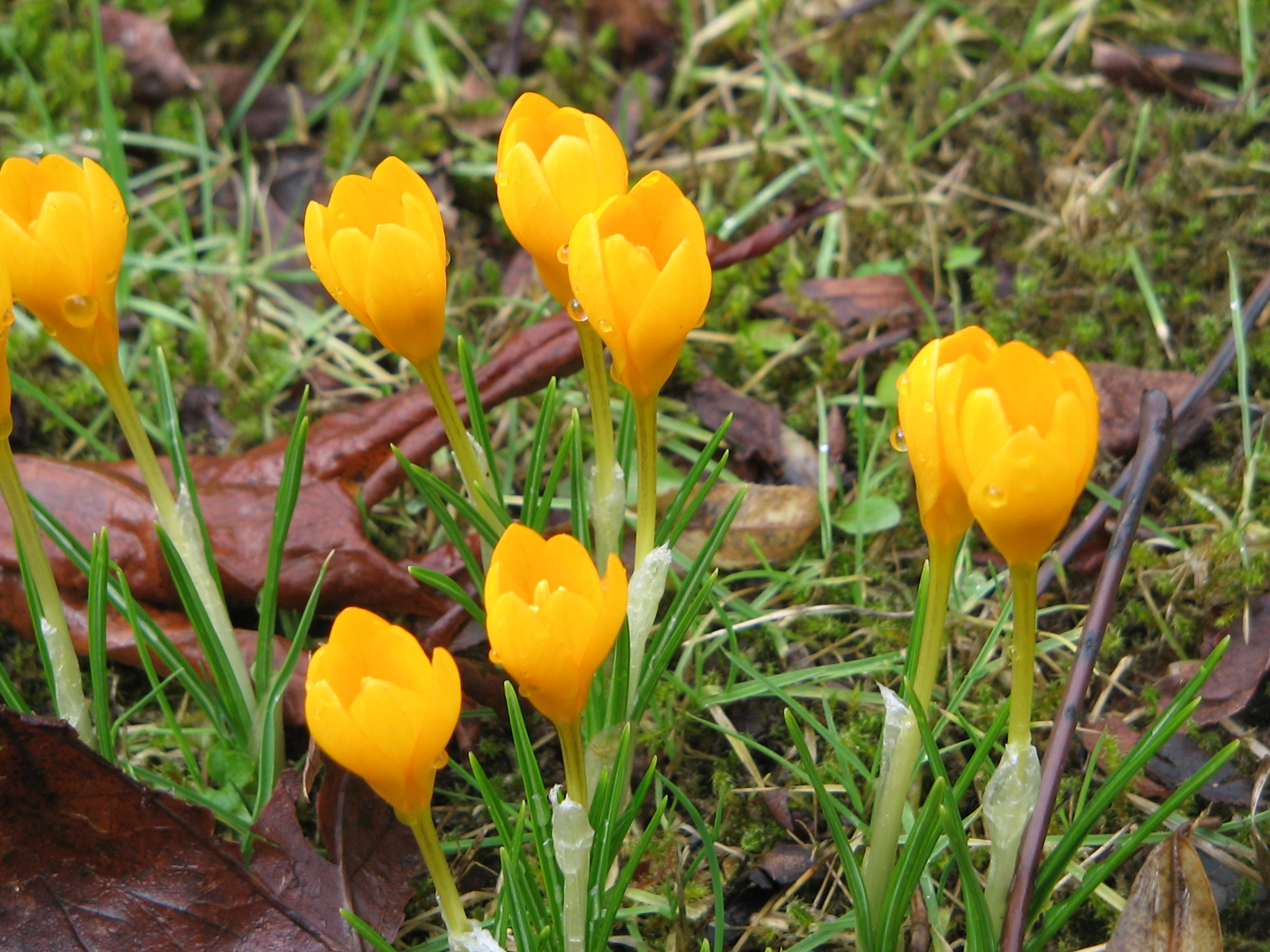
Crocus ancyrensis
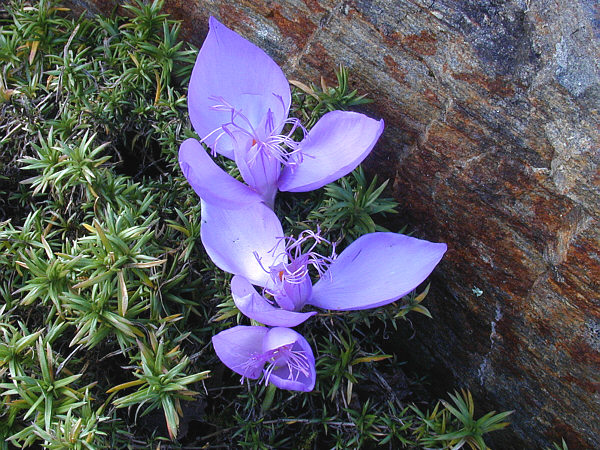
Crocus banaticus
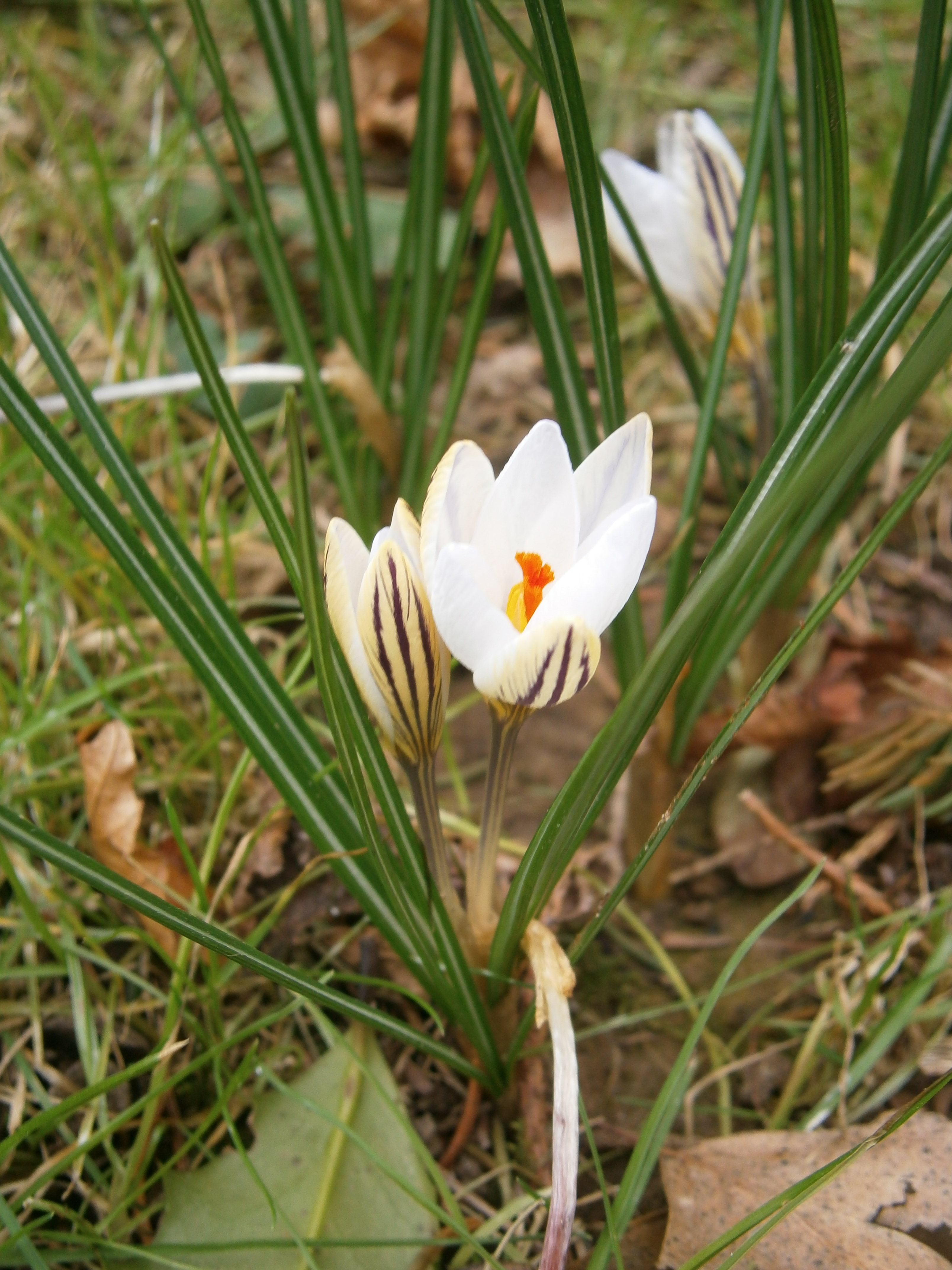
Crocus biflorus
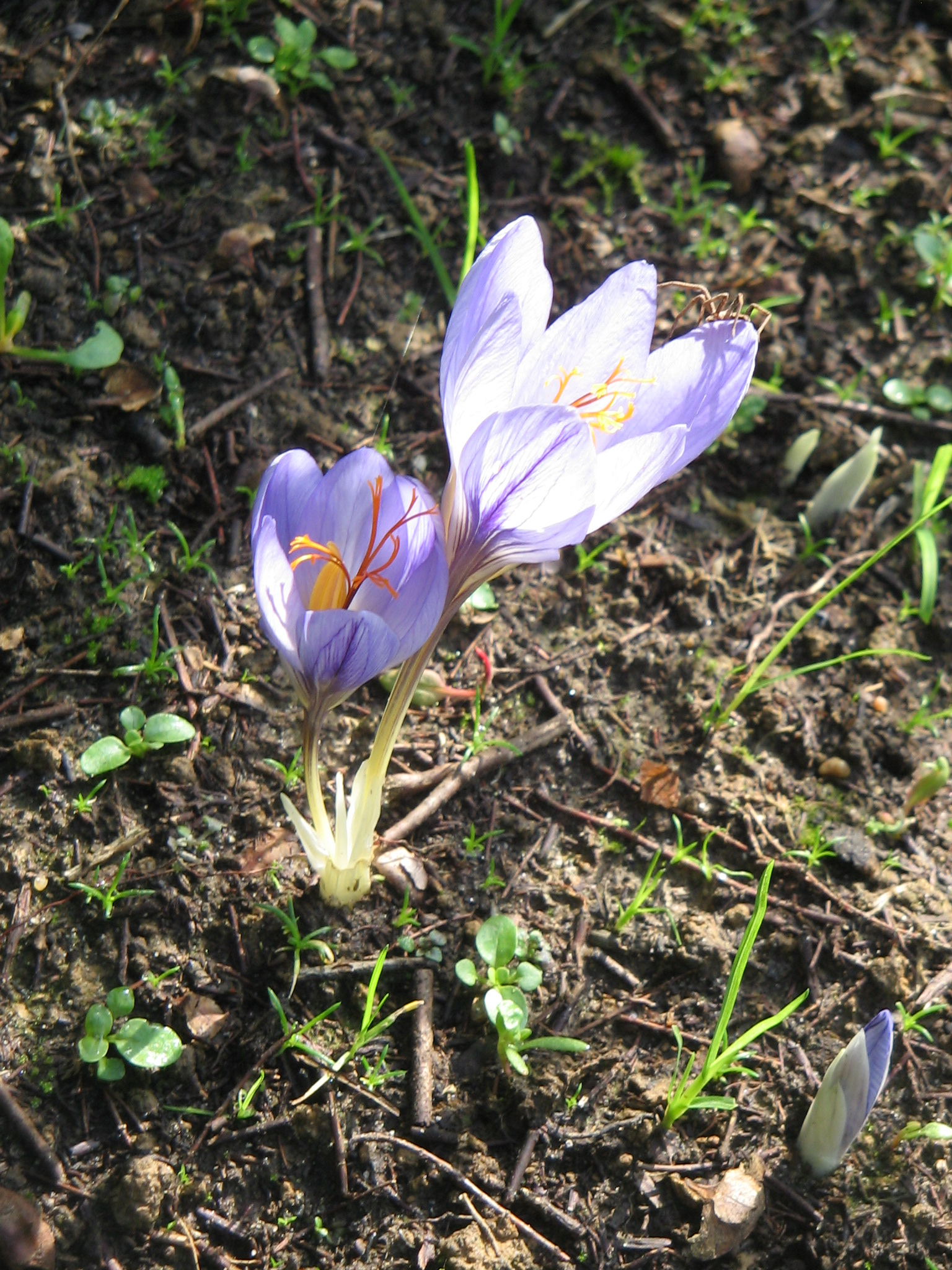
Crocus cancellatus
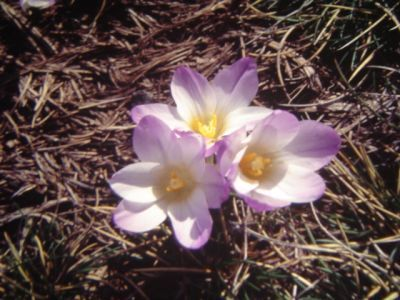
Crocus carpetanus
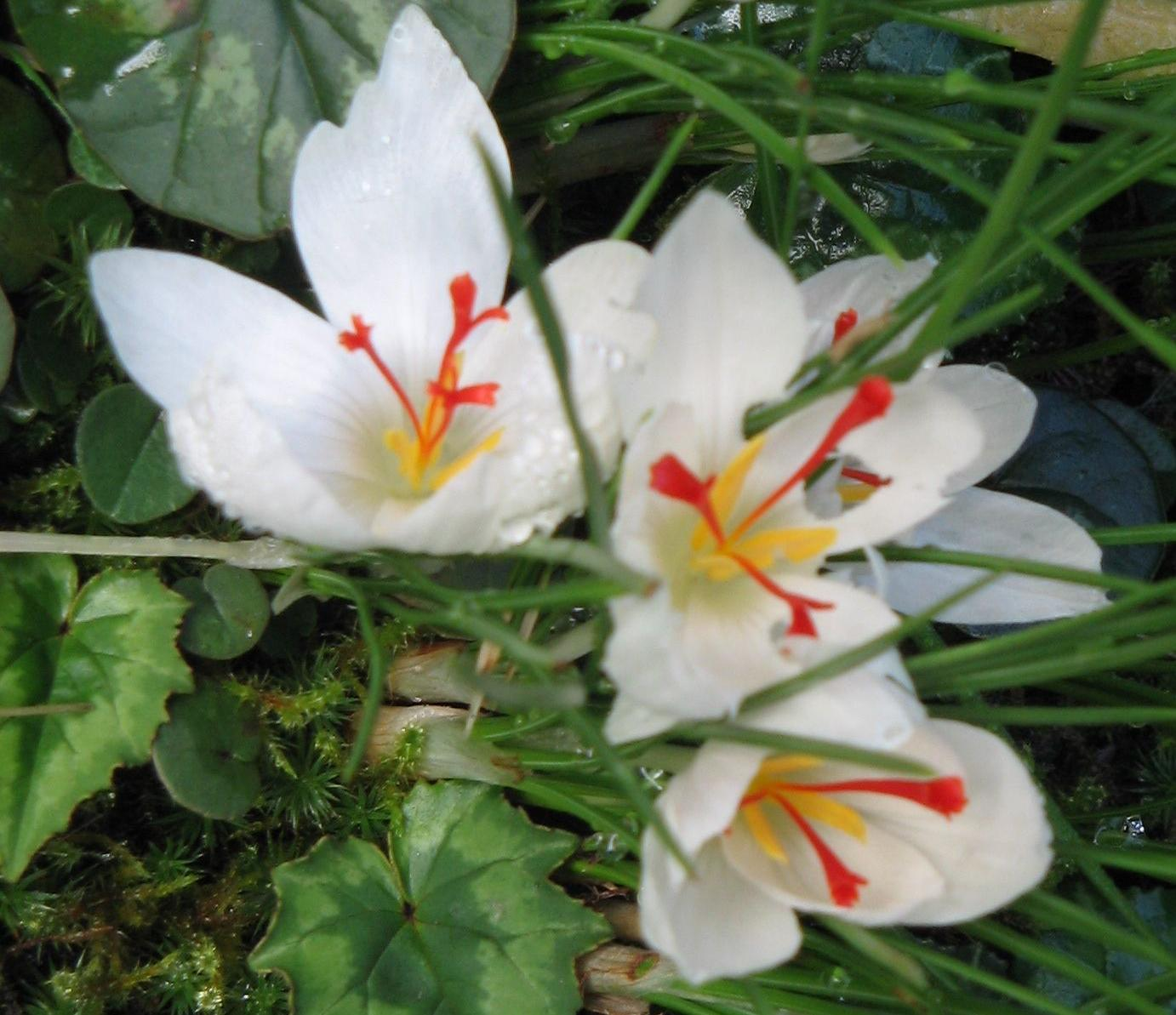
Crocus cartwrightianus 'Albus'
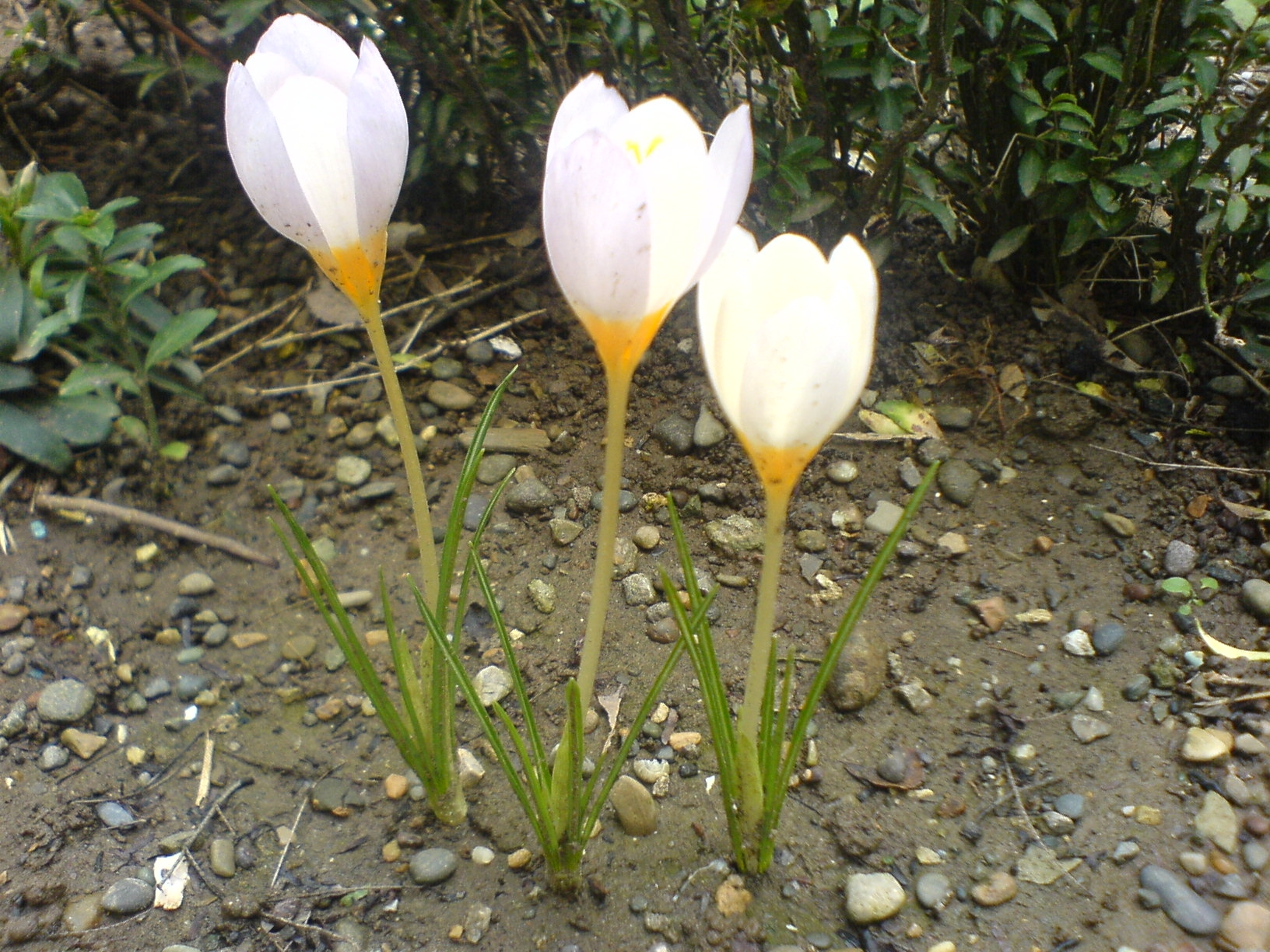
Crocus caspius
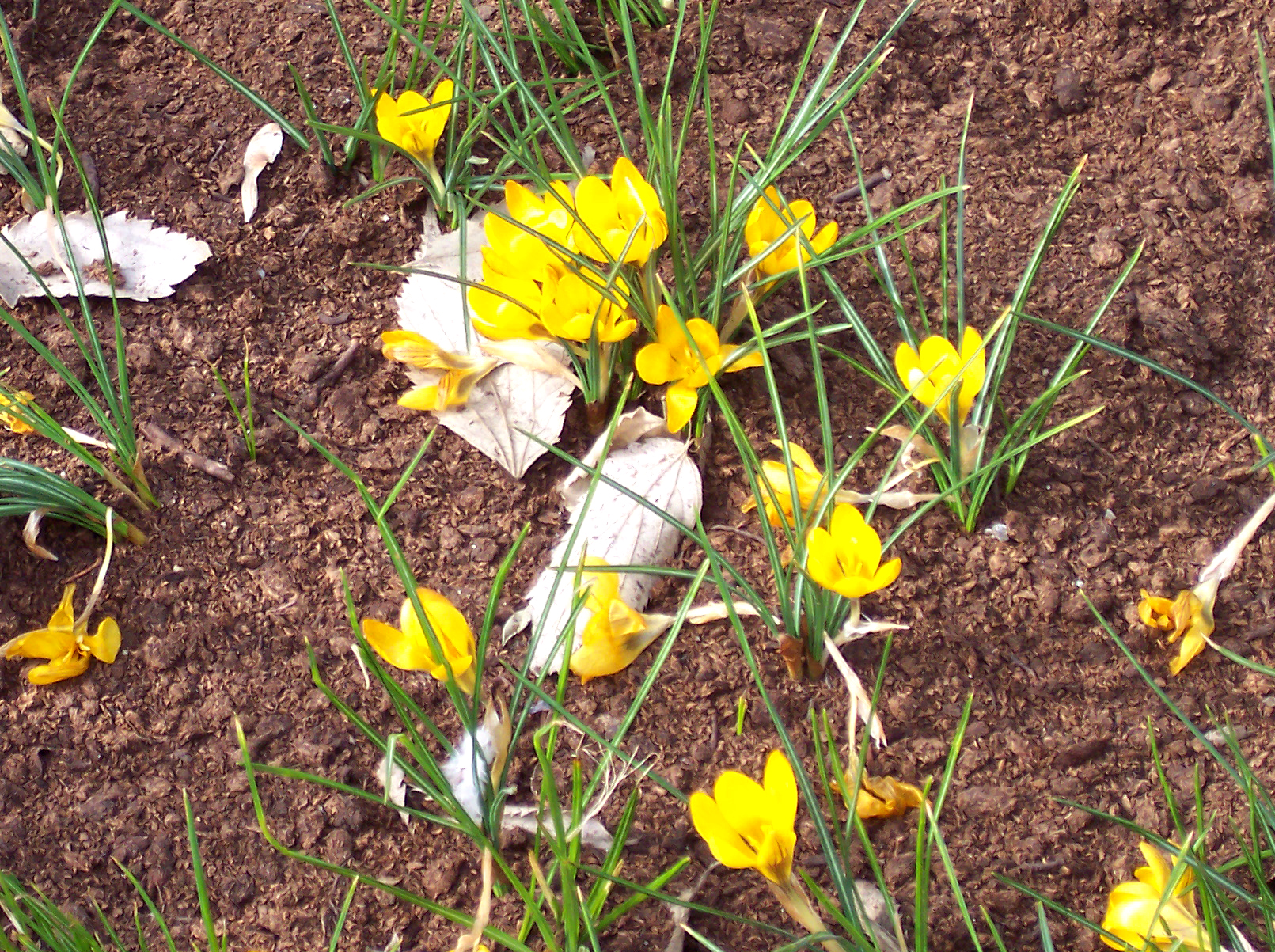
Crocus chrysanthus 'Zwanenburg Bronze'
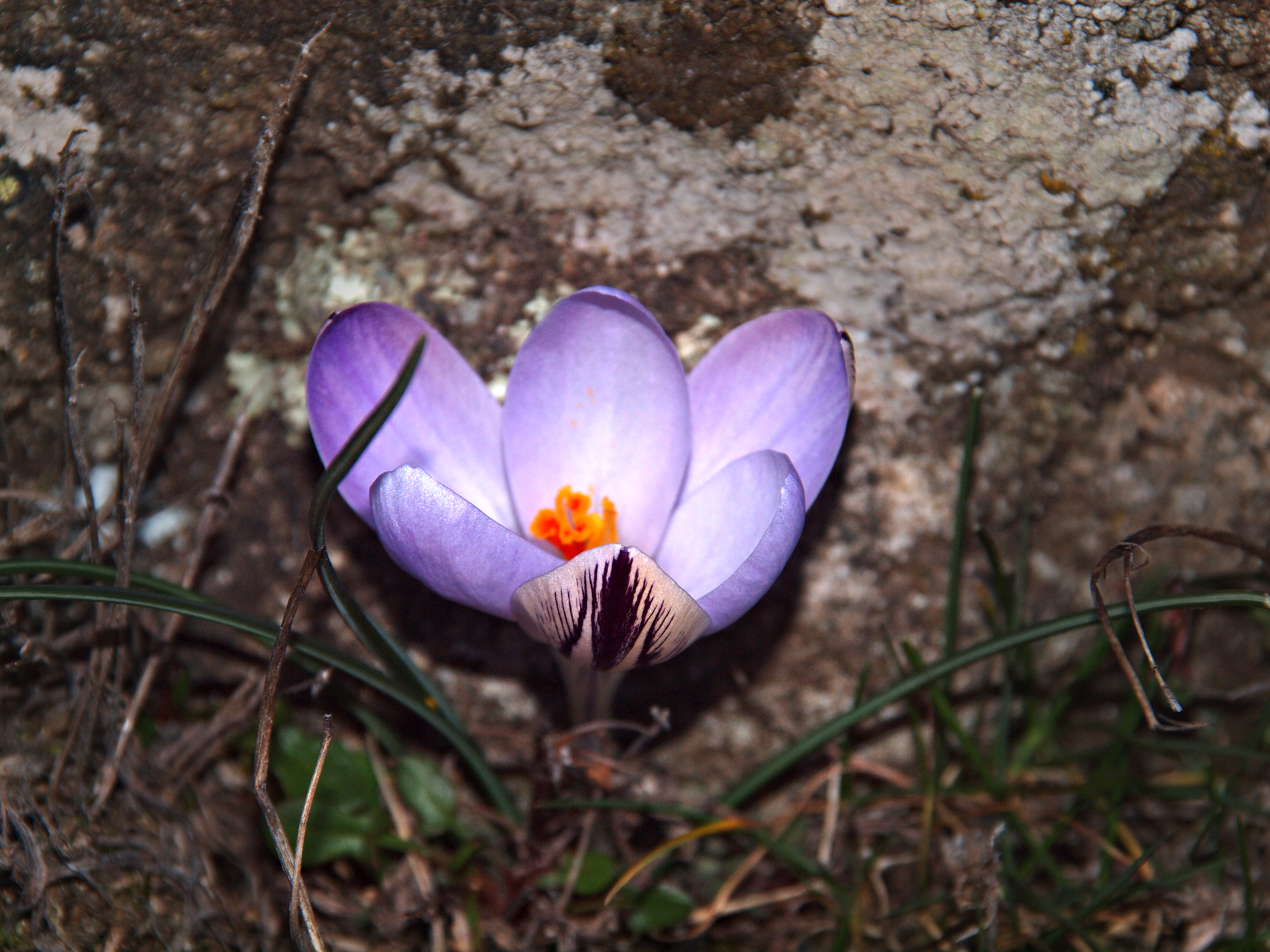
Crocus corsicus
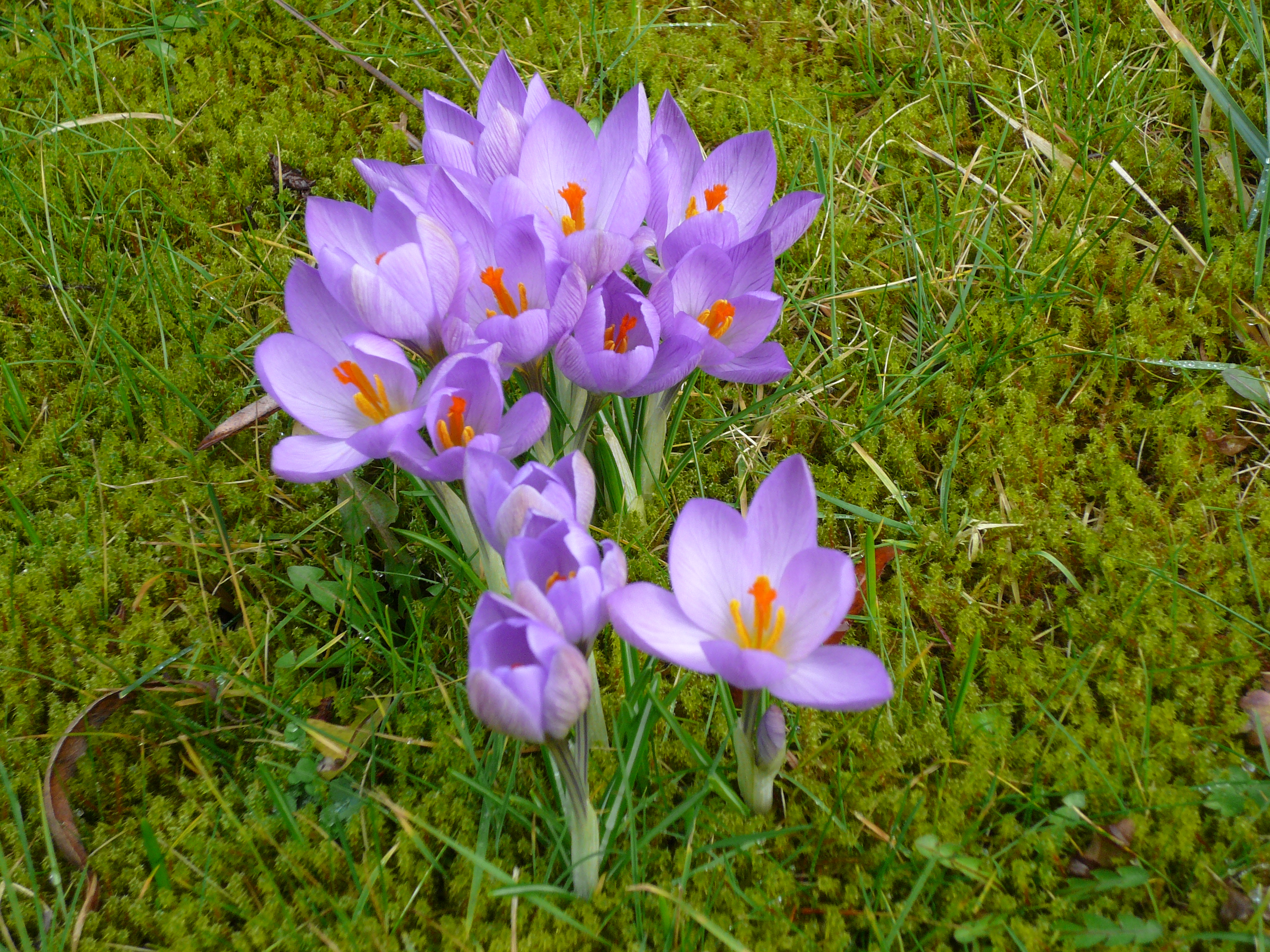
Crocus etruscus 'Zwanenburg'
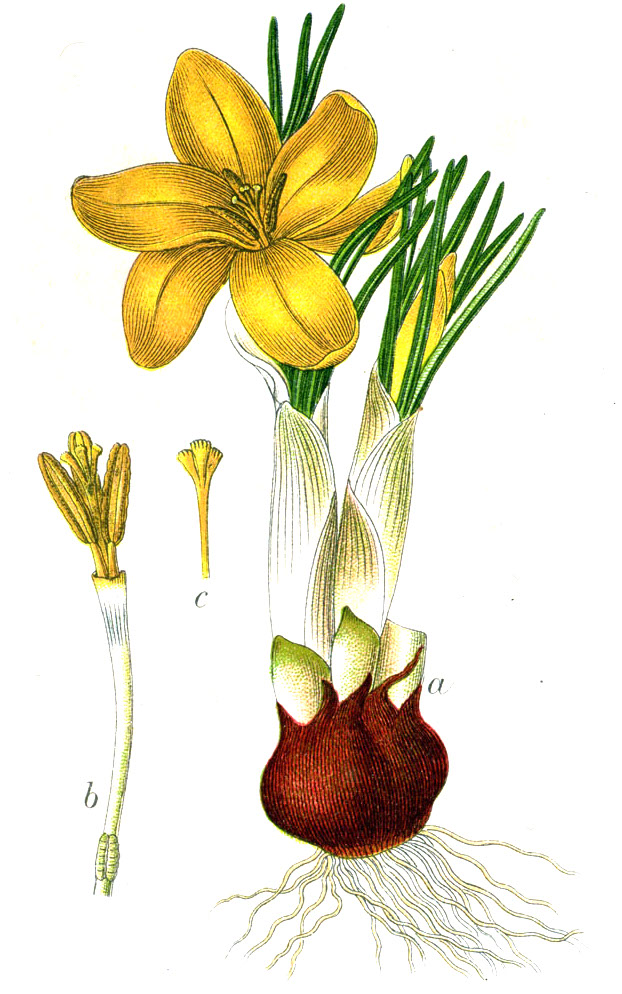
Crocus flavus
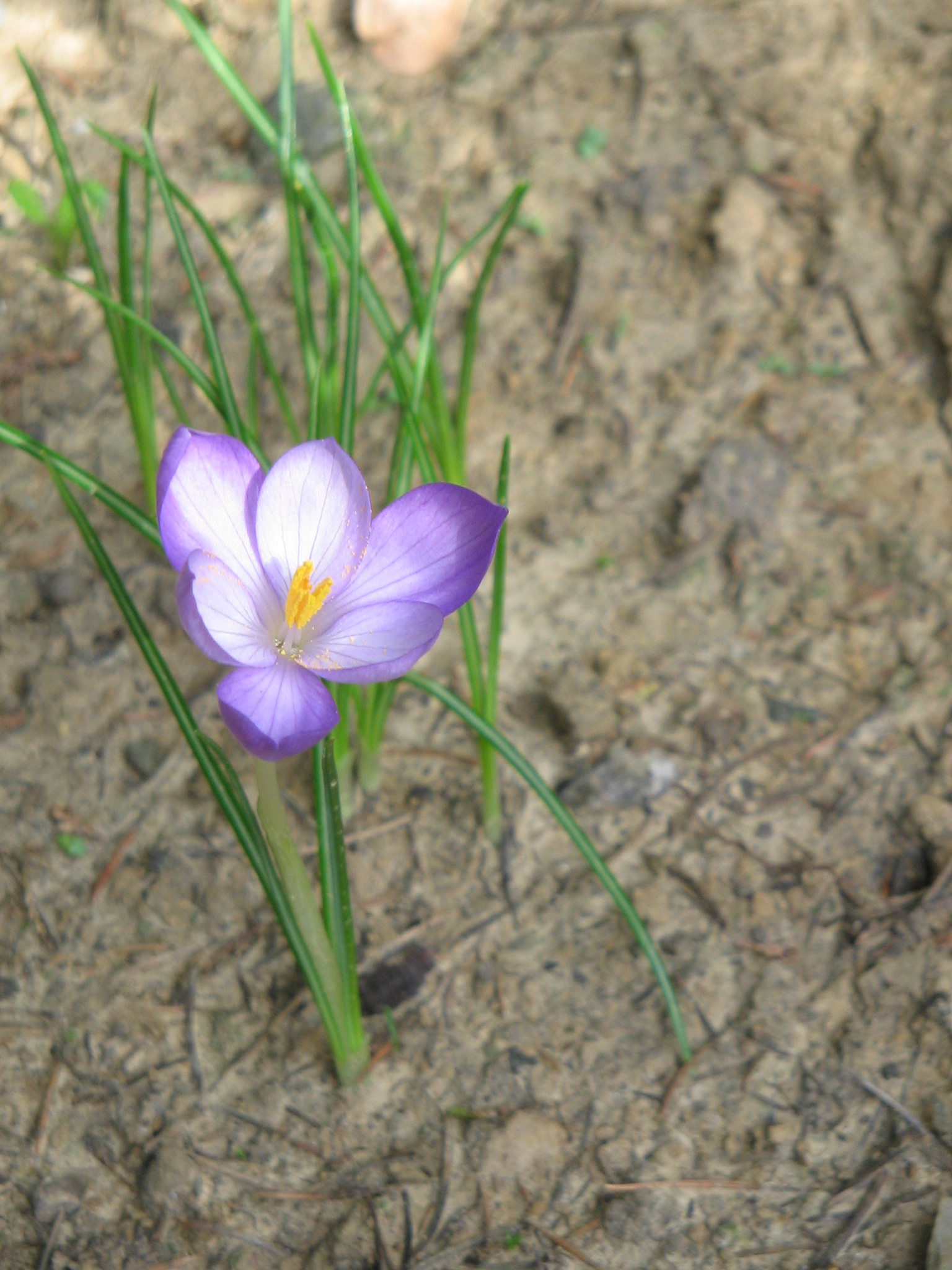
Crocus goulimyi
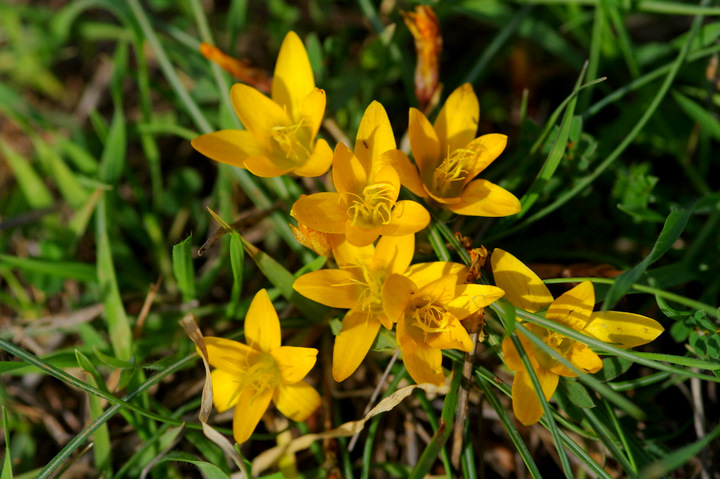
Crocus graveolens
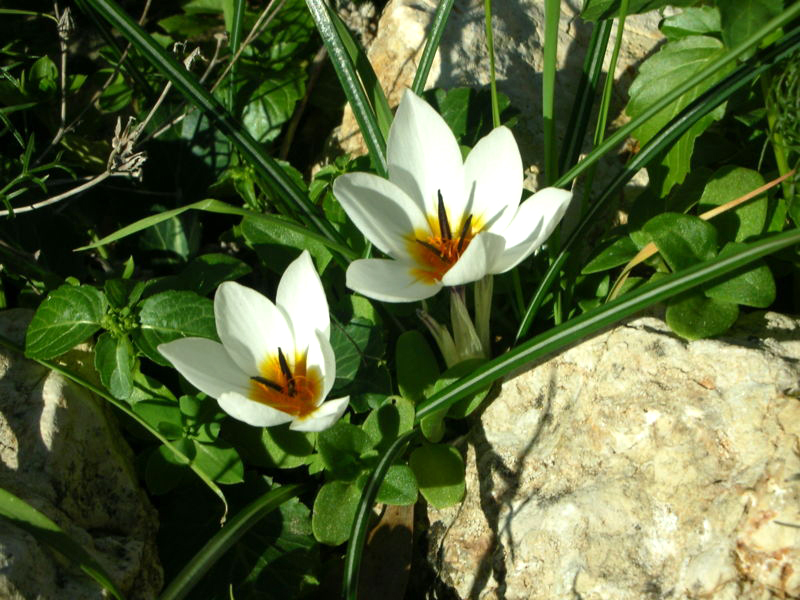
Crocus hyemalis
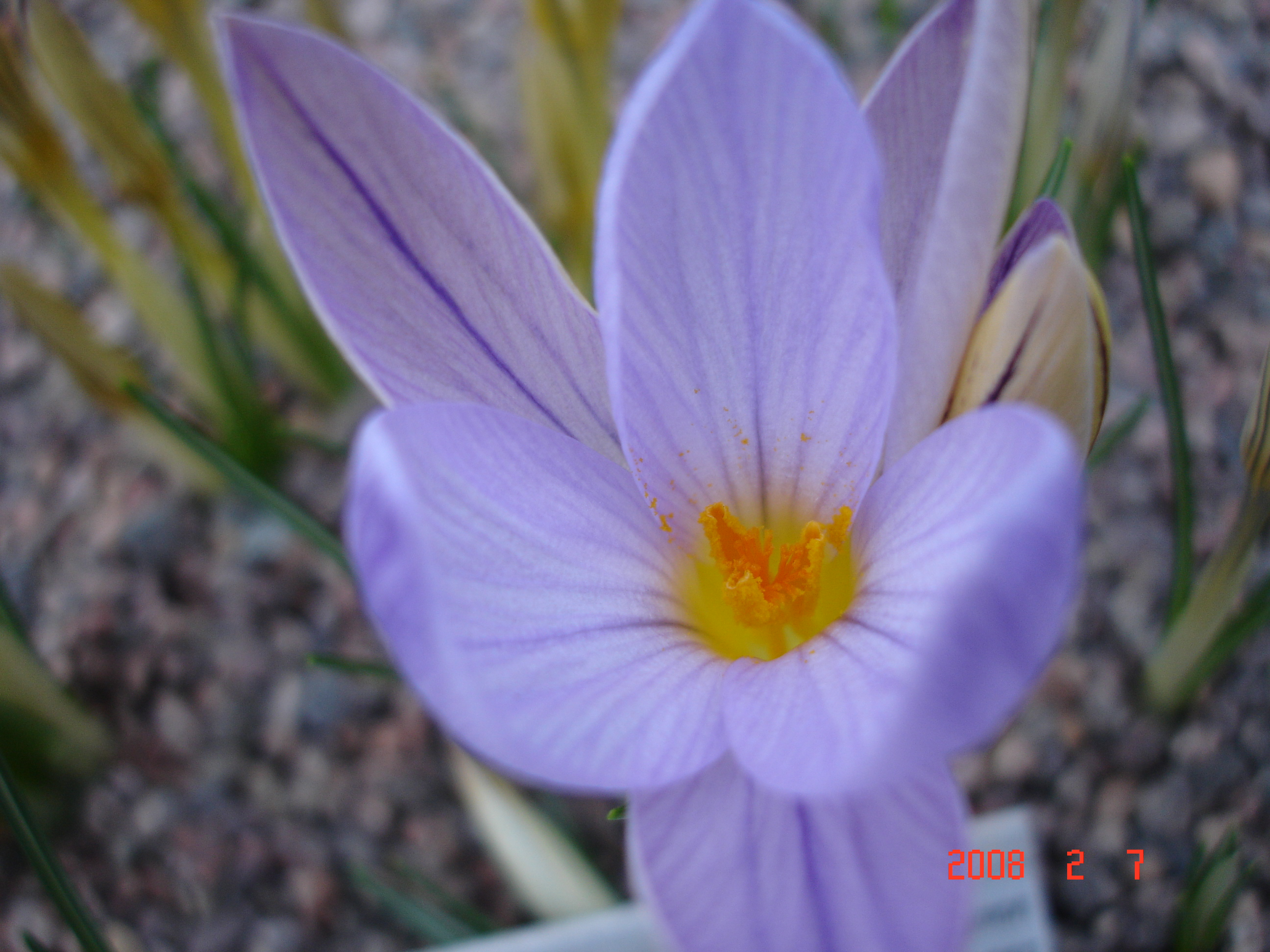
Crocus imperati subsp. suaveolens
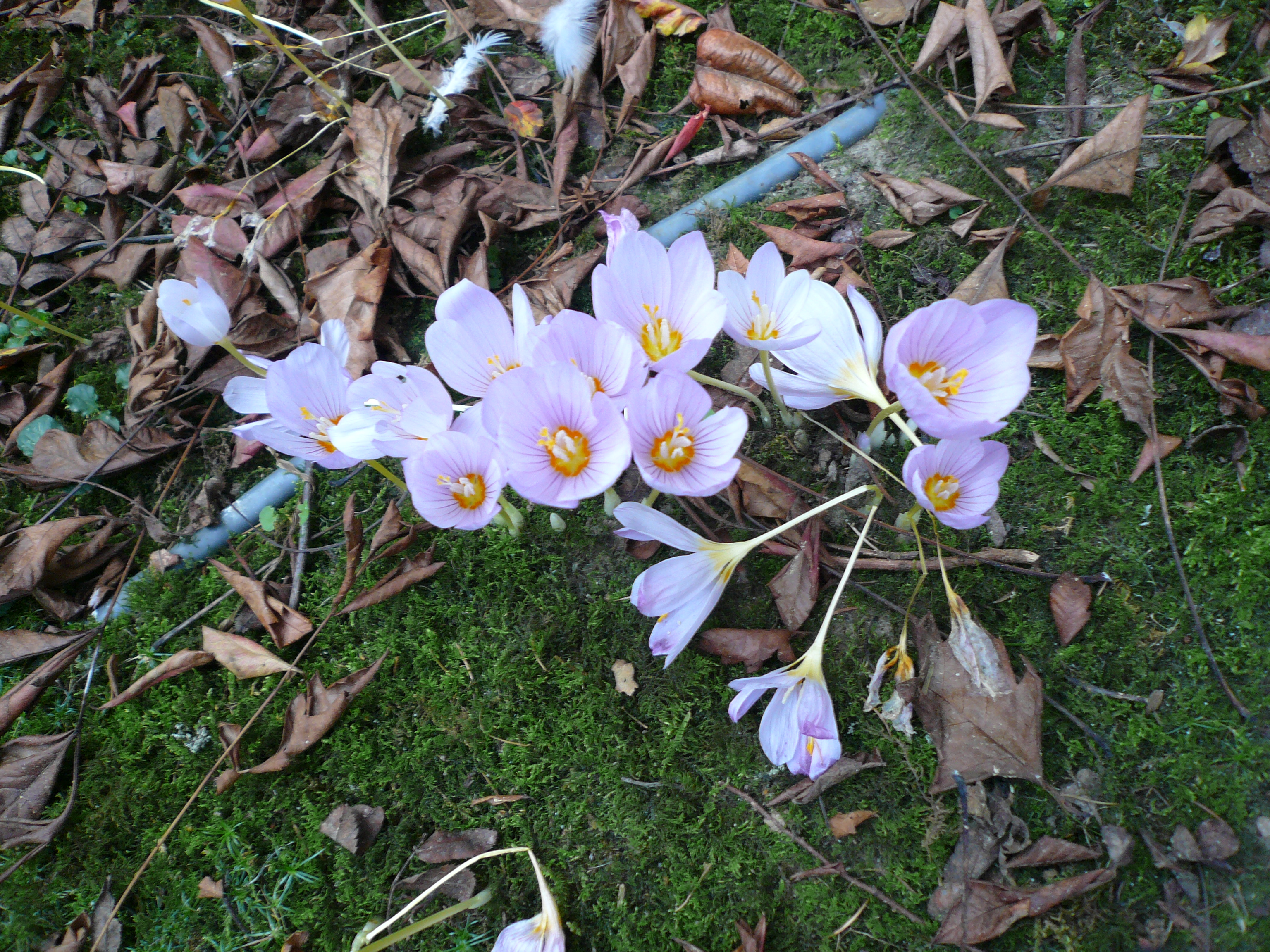
Crocus kotschyanus
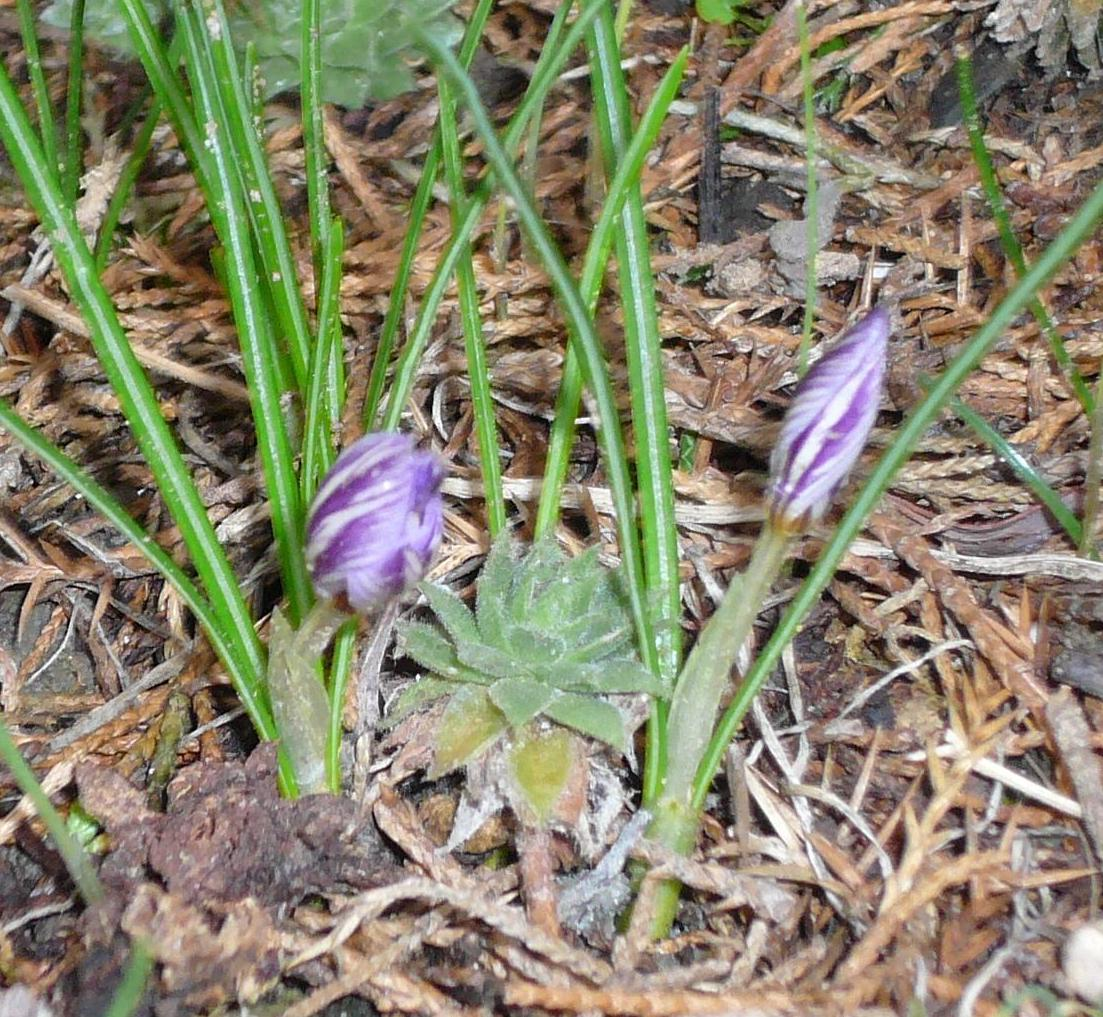
Crocus laevigatus 'Fontenayi'
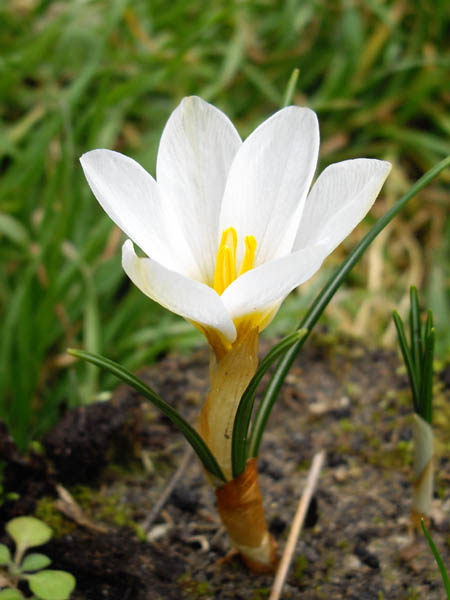
Crocus malyi
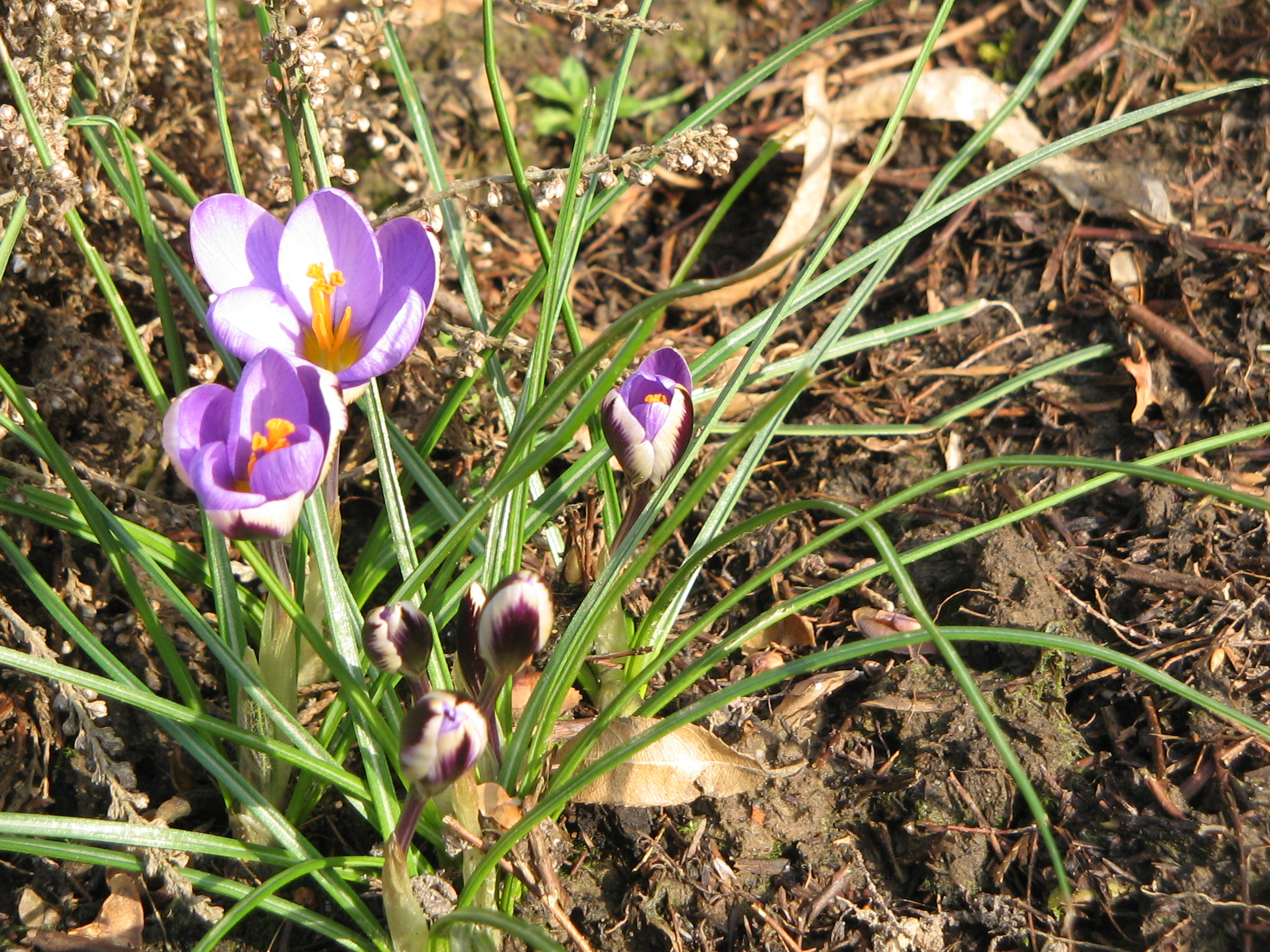
Crocus minimus
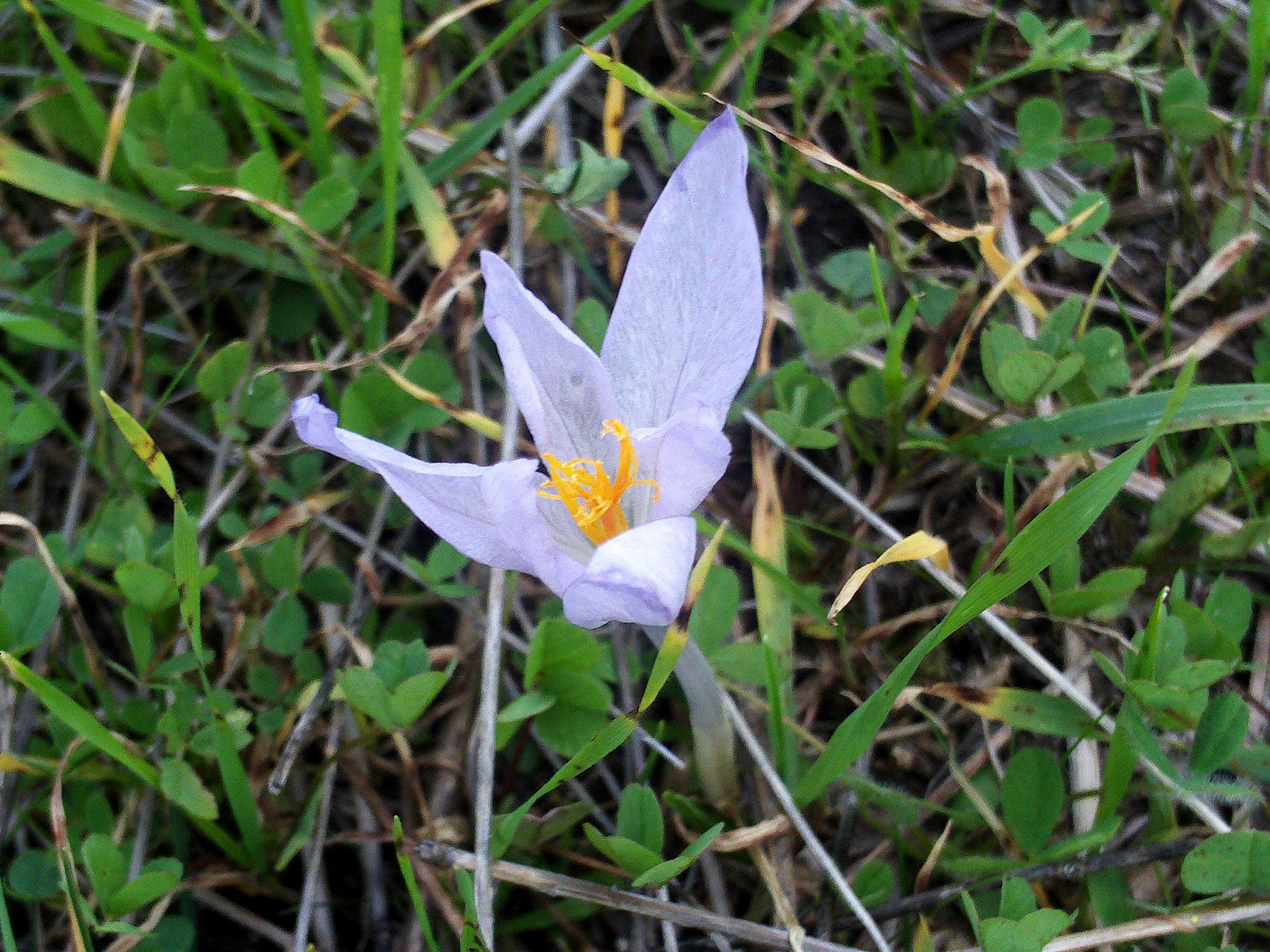
Crocus nevadensis
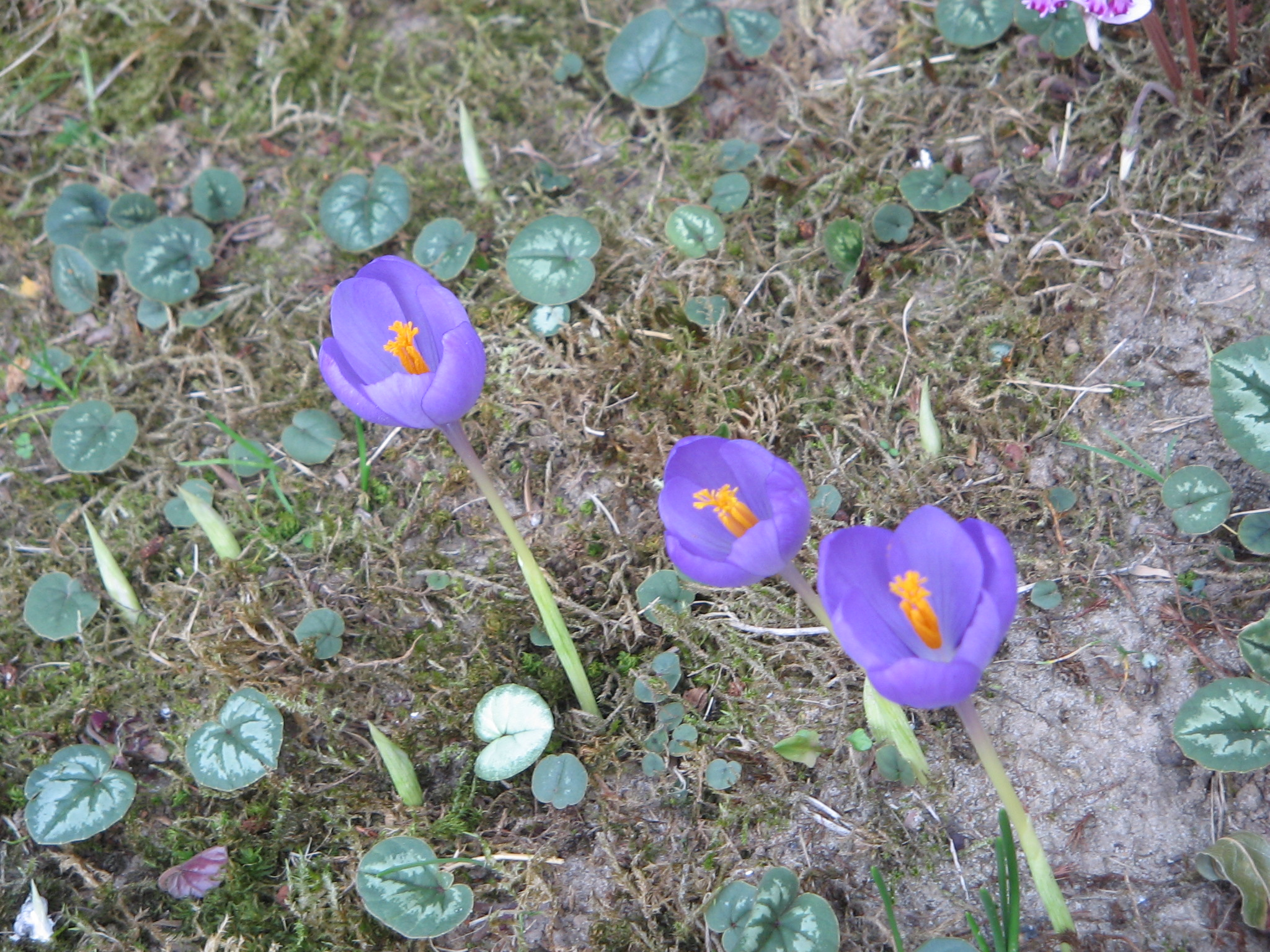
Crocus nudiflorus
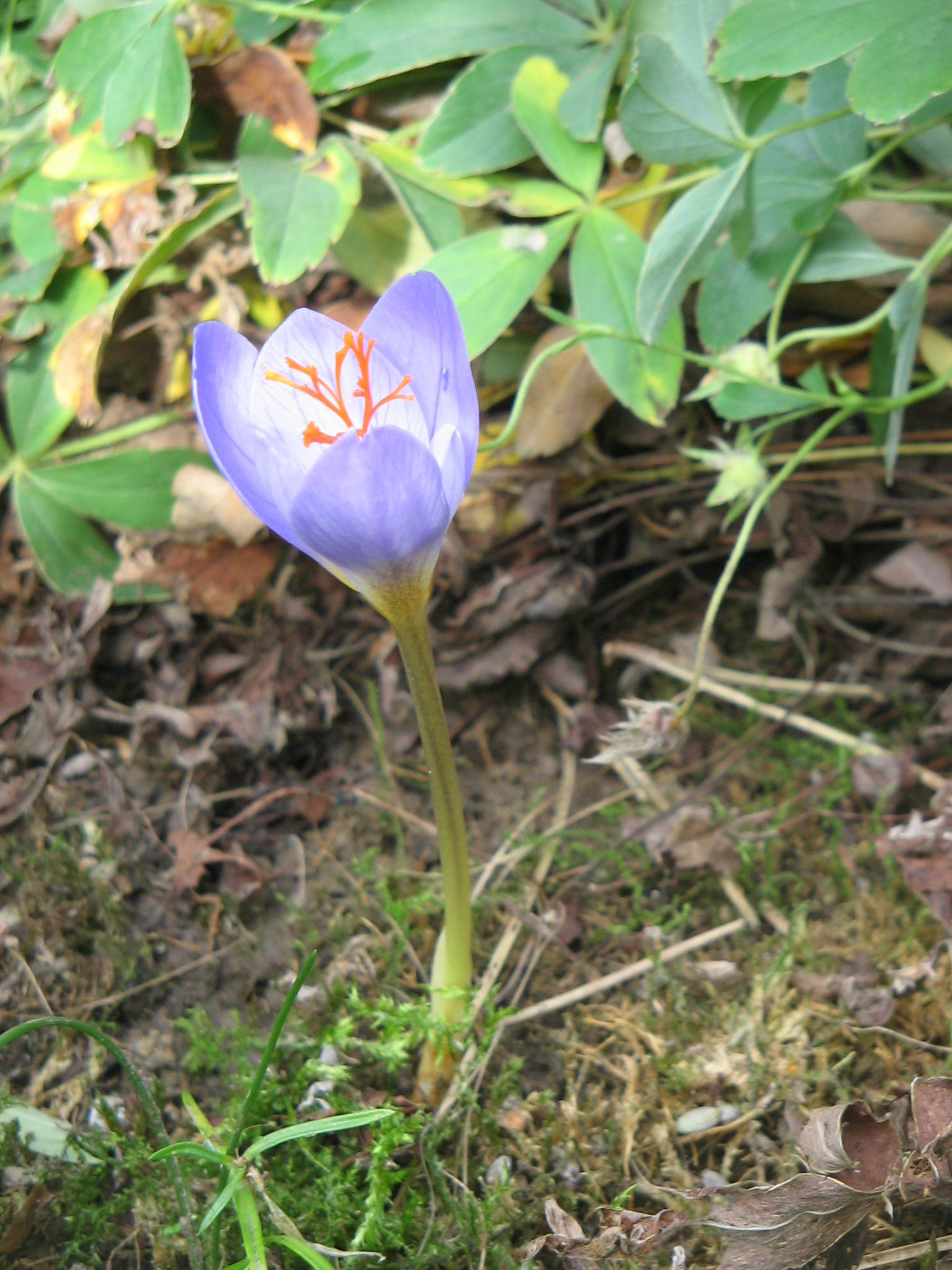
Crocus pulchellus
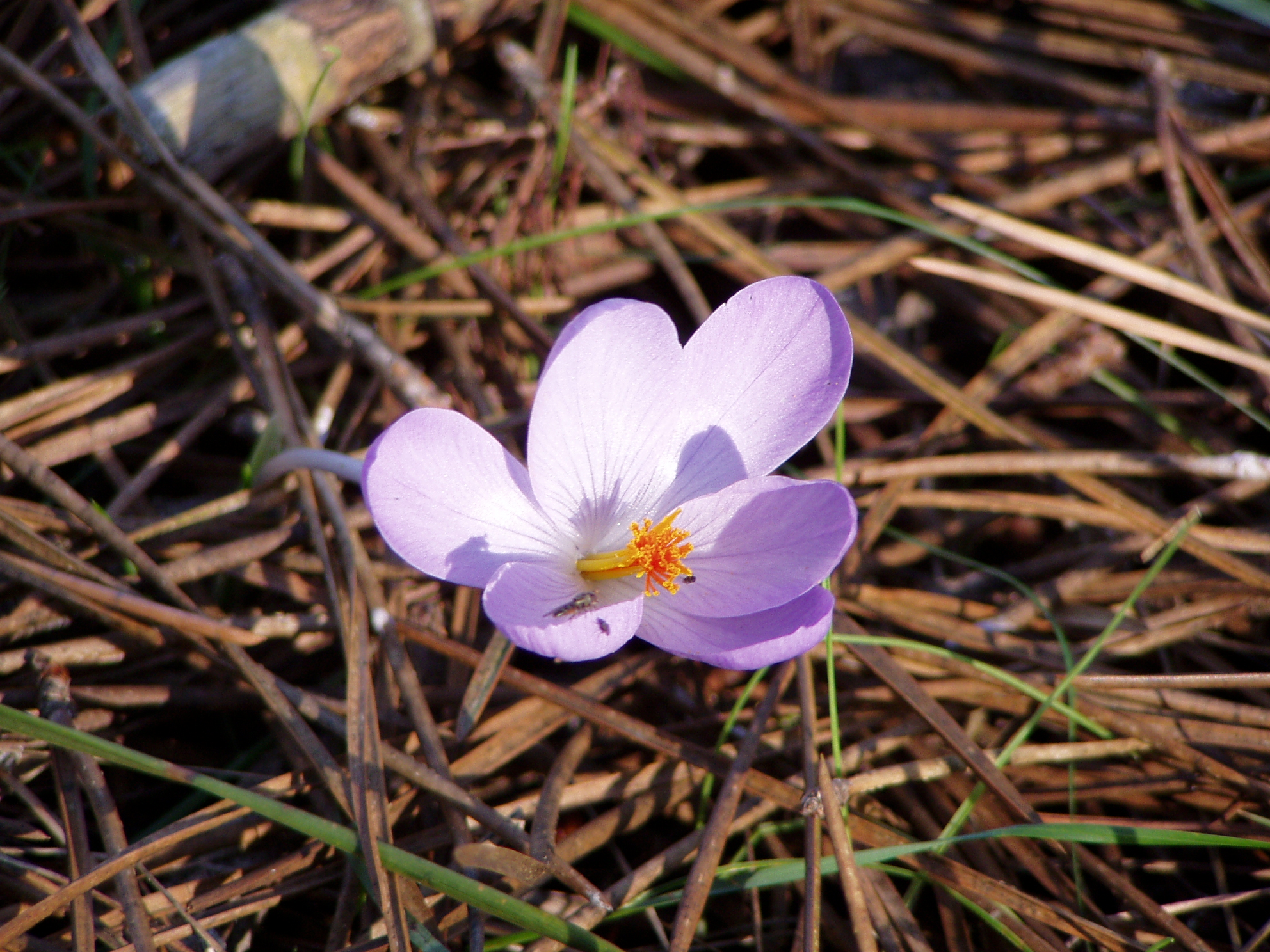
Crocus serotinus subsp. clusii
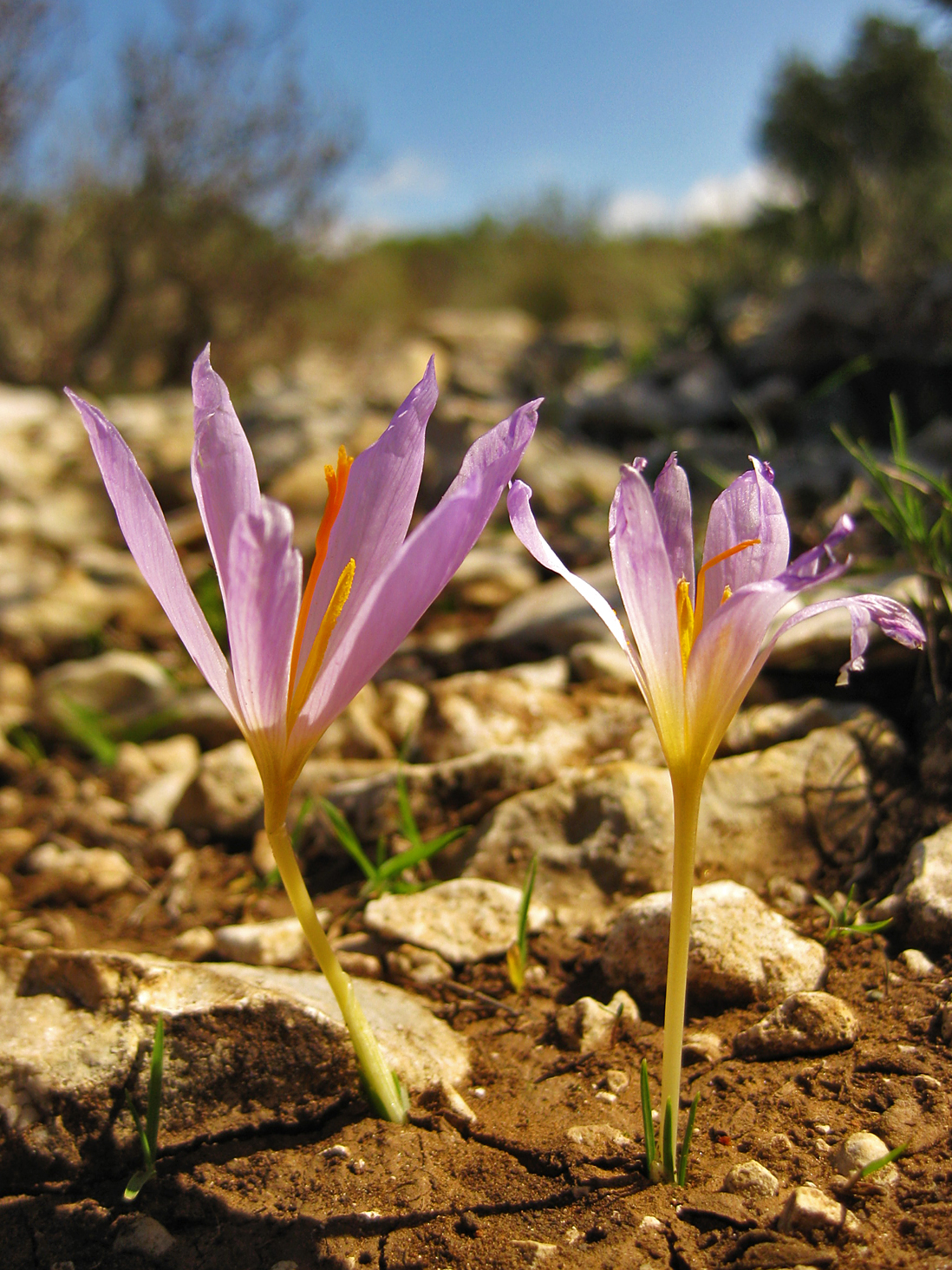
Crocus serotinus subsp. salzmannii
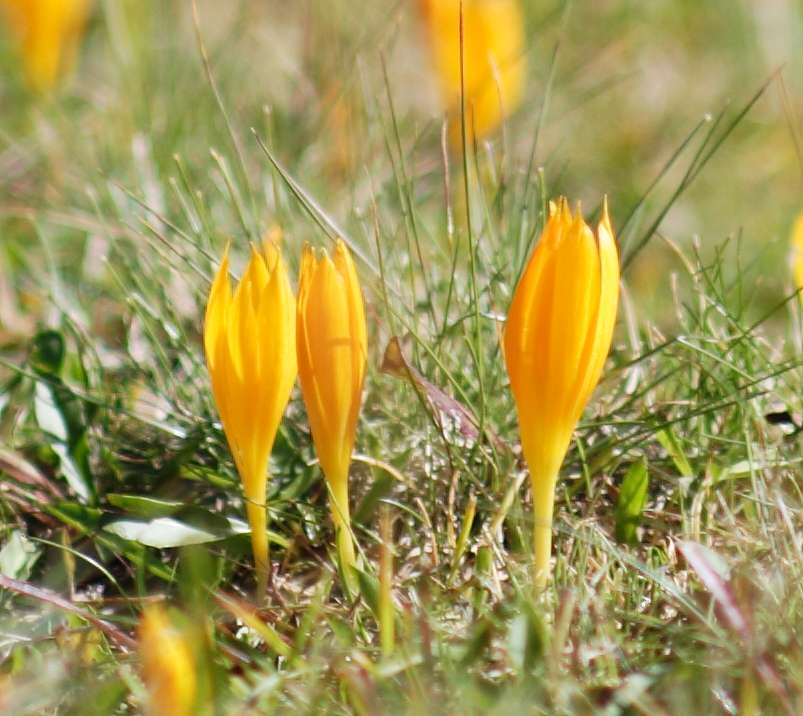
Crocus scharojanii
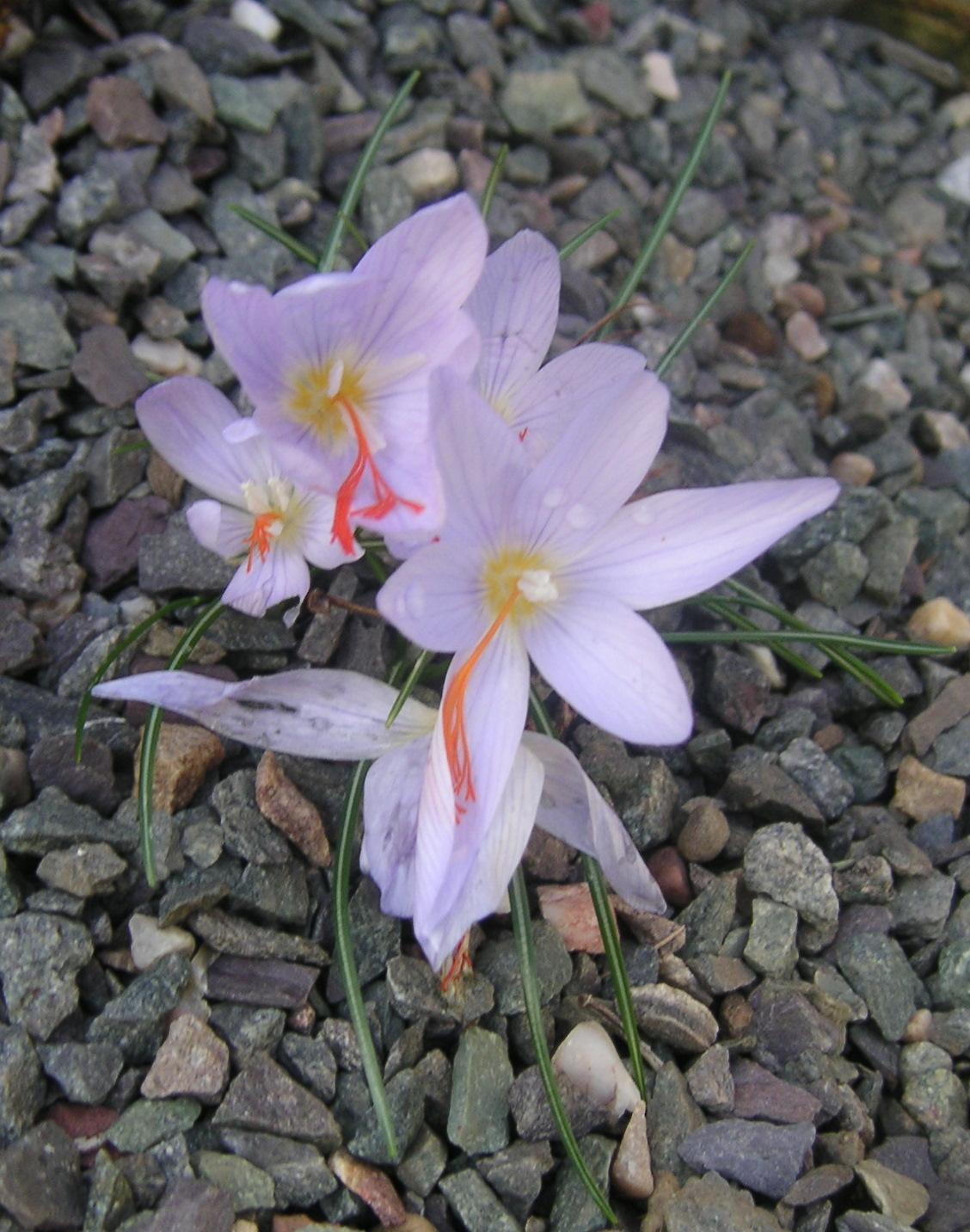
Crocus tournefortii
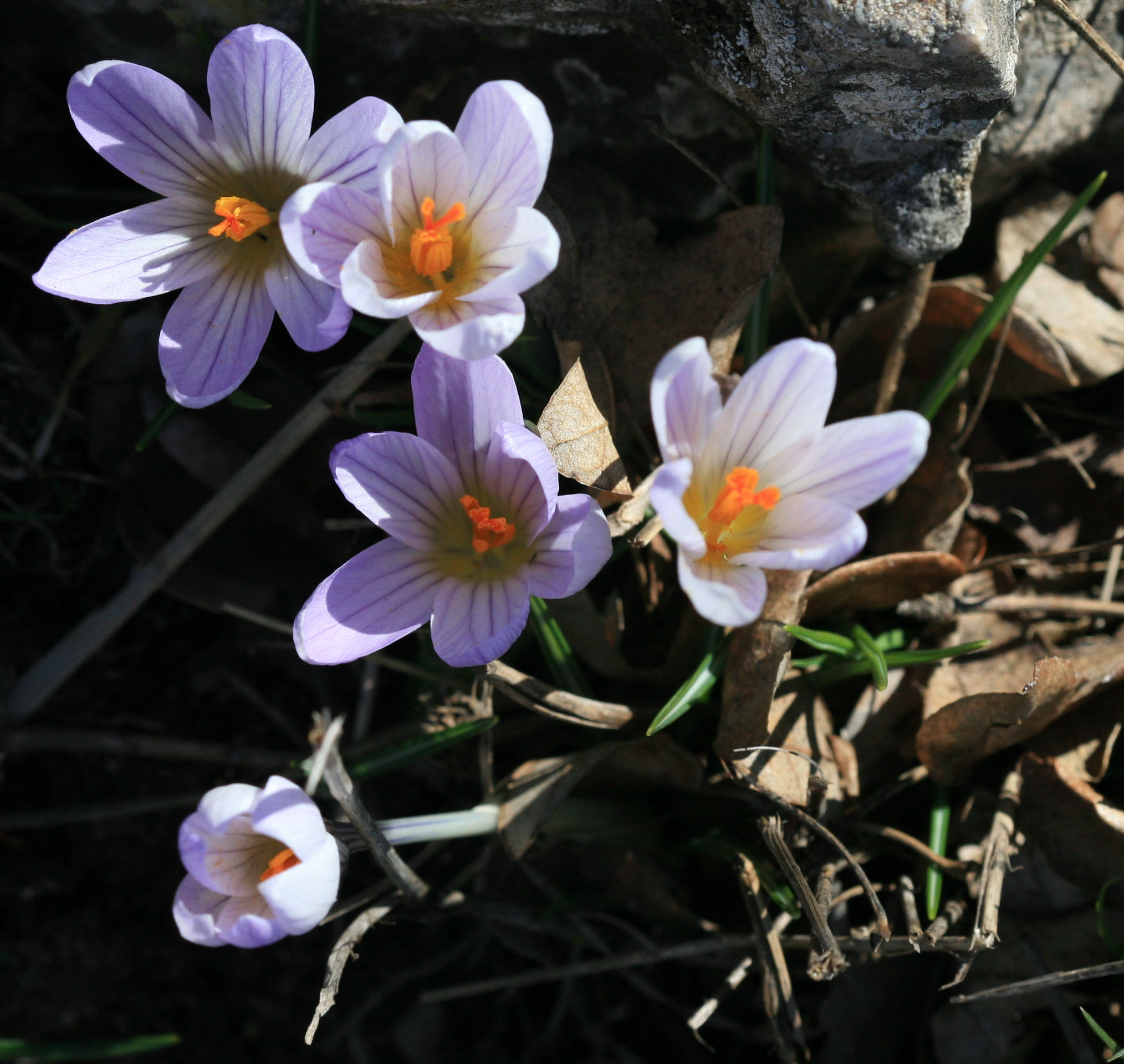
Crocus versicolor
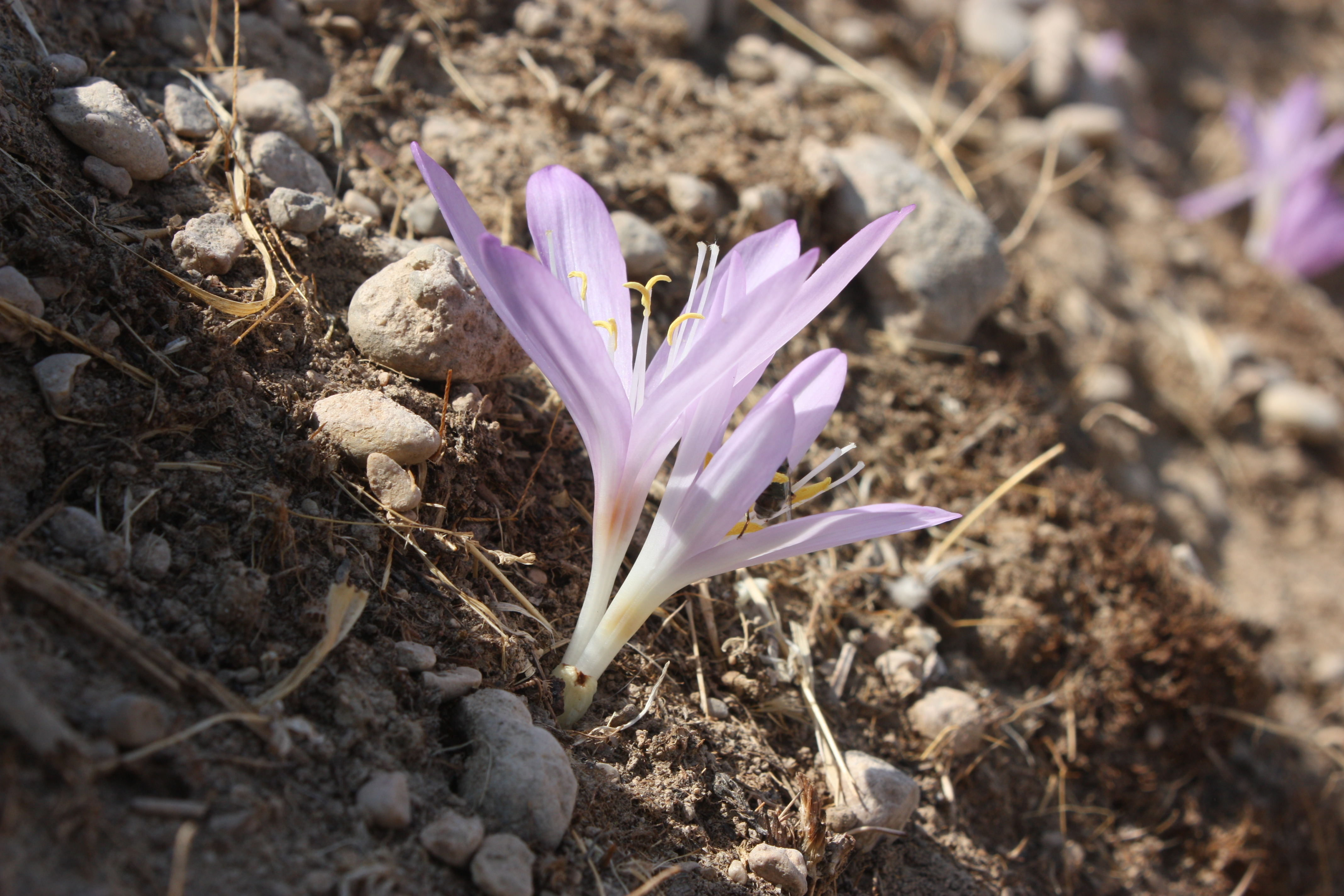
زعفران مرغزار خودرو در بهبهان
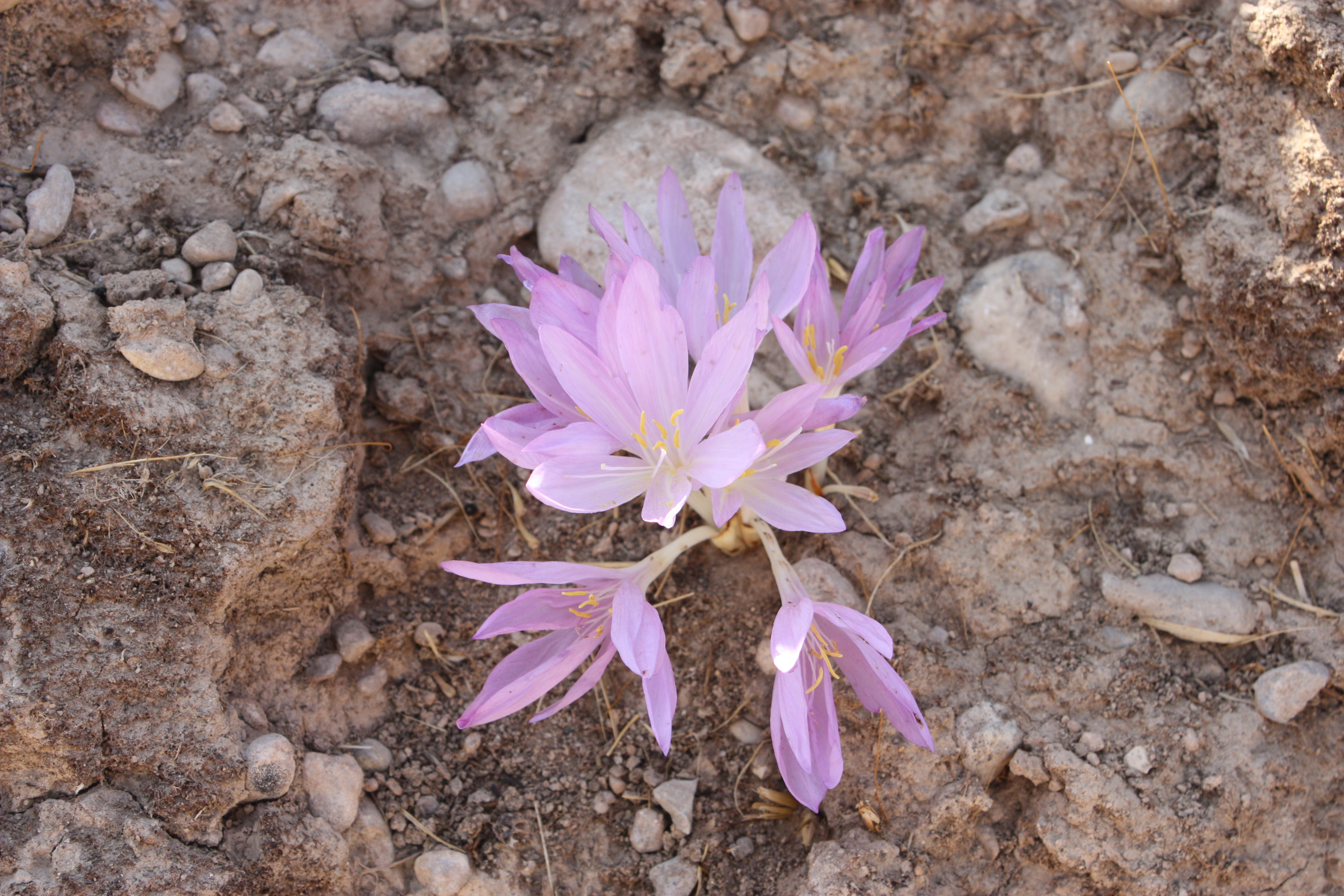
زعفران مرغزار خودرو در بهبهان